# Dariusz Snarski
Dariusz Snarski (ur. 20 grudnia 1968 w Bielsku Podlaskim) – polski bokser, olimpijczyk. Założyciel grupy promotorskiej Wschodzący Białystok Boxing Team.

## Kariera w boksie amatorskim
Walczył w wagach lekkiej i lekkopółśredniej. Startował na igrzyskach olimpijskich w Barcelonie w 1992 w wadze lekkiej, gdzie odpadł w 2. rundzie (1/8 finału). największy sukces odniósł podczas mistrzostw świata w Tampere w 1993, gdzie w tej samej wadze dotarł do ćwierćfinału. Dwa występy w mistrzostwach Europy (w Bursie (1993) w wadze lekkopółśredniej oraz w Vejle (1996) w wadze lekkiej) bez sukcesów.
Trzykrotnie był mistrzem Polski w wadze lekkiej: w 1991, 1996 i 1997, a raz wicemistrzem w wadze lekkopółśredniej (w 1993). Zwyciężył w Turnieju im. Feliksa Stamma w 1995 w wadze lekkiej.
Stoczył 294 walki, z których 247 wygrał, 5 zremisował, a 42 przegrał. Był zawodnikiem Hetmana Białystok i Olimpii Poznań.

## Kariera w boksie zawodowym
Boksował zawodowo w wadze lekkiej, w latach 1998-2013. Stoczył łącznie 66 walk, z których wygrał 32, przegrał 32 i dwie zremisował. 2 grudnia 2000 zdobył tytuł IBF intercontinal po wyrównanej walce z Włochem Vincenzo Belcastro w wadze super piórkowej. W 2001 walczył o tytuł zawodowego mistrza Europy w wadze lekkiej, ale przegrał z obrońcą tytułu Stefano Zoffem.
7 listopada 2008 Dariusz Snarski stoczył pojedynek z Polakiem Maciejem Zeganem o tytuł mistrza państwa bałtyckich federacji BBU. Po 8 rundach przegrał na punkty, a w ostatnim starciu odjęto mu punkt za cios poniżej pasa.
14 grudnia 2008 Snarski walczył o wakujący tytuł mistrza świata federacji Universal Boxing Council. W 12 rundzie przegrał przez techniczny nokaut, chociaż u dwóch sędziów prowadził walkę na punkty. Rywalem Polaka był Kenijczyk David Kiilu.
21 listopada 2009 zdobył tytuł wakującego mistrza świata federacji UBO w wadze lekkiej, pokonując Gruzina Nugzara Margawelaszwiliego.
27 czerwca 2010 Snarski wywalczył tytuł mistrza państw bałtyckich federacji BBU na gali w Kolnie. Po 8 rundach pokonał na punkty Białorusina Yauheni Abdurazakau'a.
10 października 2010 Snarski przegrał na punkty w walce z Krzysztofem Cieślakiem, choć werdykt sędziowski walki był kontrowersyjny i uważany za niesłuszny.
19 grudnia 2010 Snarski zrewanżował się Cieślakowi, posyłając rywala dwukrotnie na deski i wygrywając pewnie na punkty: 118-109, 118-109, 118-110.
16 listopada 2013 stoczył rewanżowy pojedynek z Maciejem Zeganem. Po 8-rundowej przegrał na punkty, stosunkiem dwa do remisu: 76:76, 73-78 i 75-77.